# أحمدية (دير حافر)
أحمدية قرية سوريّة تتبع إداريّاً لمحافظة حلب منطقة دير حافر ناحية رسم حرمل الإمام، بلغ تعداد سكانها 1,844 نسمة حسب التعداد السكاني لعام 2004.